# Udine (provins)
Udine var en provins i regionen Friuli-Venezia Giulia i Italien. Udine var huvudort i provinsen. Provinsen bildades 1866 när Kungariket Lombardiet-Venetien tillföll Kungariket Italien i Pragfreden 1866. Mellan 1923 och 1940 kallades provinsen Friuli. Provinsen Pordenone bildades 1968 med 51 kommuner ur Udine varav en Forgaria nel Friuli återkom 1969.

## Världsarv i provinsen
- Arkeologiska området och partiarkiska basilikan i Aquileia världsarv sedan 1998.

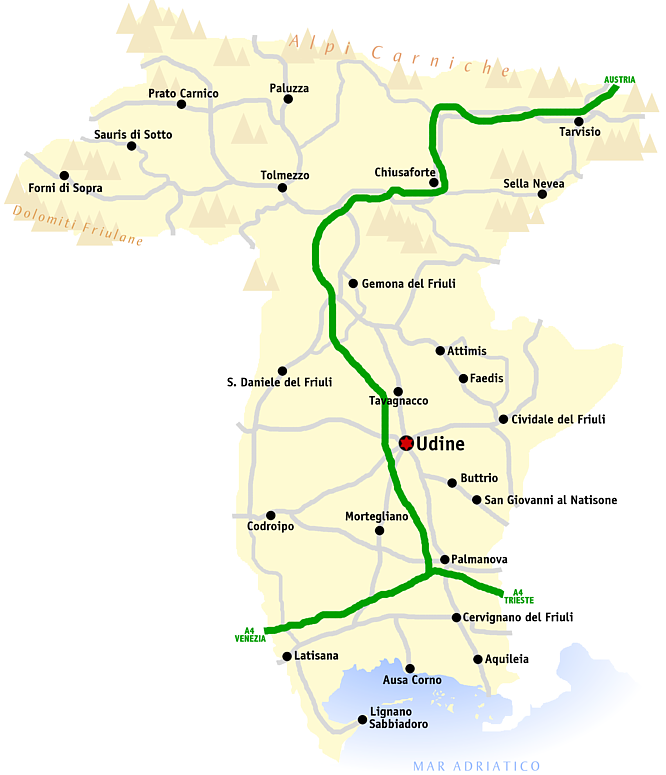
Karta över provinsen

## Administration
Provinsen Udine var indelad i 134 comuni (kommuner) när den upphörde 2018.
Kommunen Rivignano Teor bildades den 1 januari 2014 genom en sammanslagning av de tidigare kommunerna Rivignano och Teor. Sappada flyttades från provinsen Belluno i Veneto till Udine den 16 december 2017. Kommunen Fiumicello Villa Vicentina bildades den 1 februari 2018 genom en sammanslagning av de tidigare kommunerna Fiumicello och Villa Vicentina. Kommunen Treppo Ligosullo bildades den 1 februari 2018 genom en sammanslagning av de tidigare kommunerna Ligosullo och Treppo Carnico.